# 蝶ヶ岳
蝶ヶ岳（ちょうがたけ）は、飛騨山脈（北アルプス）にある標高2,677mの山。常念山脈の稜線上、常念岳の南にあり、山体すべてが長野県に属する。中部山岳国立公園内にある。

## 概要
蝶槍の南に三等三角点（標高2,664.32m、点名は蝶ヶ岳）があり、長塀ノ頭が最高点（標高2,677m）である。1990年（平成2年）頃に、蝶ヶ岳の山頂は前者から後者と解釈するように変わったとされている。
山体はなだらかで、蝶ヶ池、妖精ノ池などの湖沼が点在する。稜線は、二重稜線となっている。この二重稜線が積雪に大きく関与するため、高山植物の分布に影響を与えている。山頂付近は、森林限界のハイマツ帯で、ライチョウの生息地となっている。

## 雪形と山名の由来

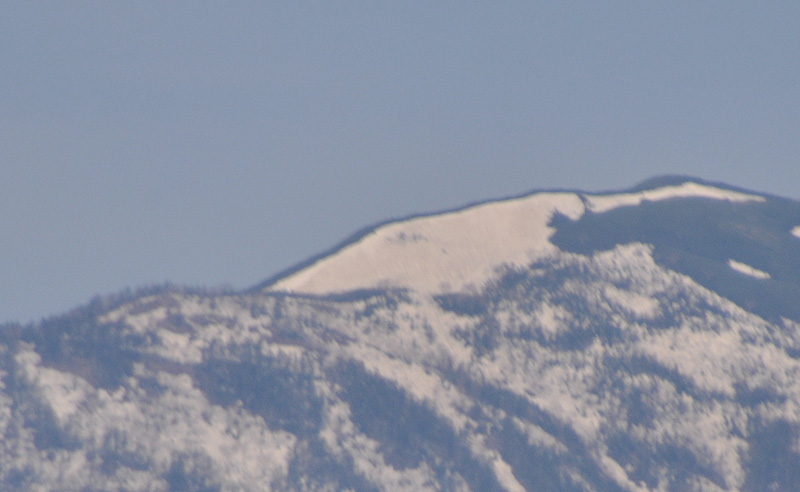
蝶ヶ岳山頂部の雪形

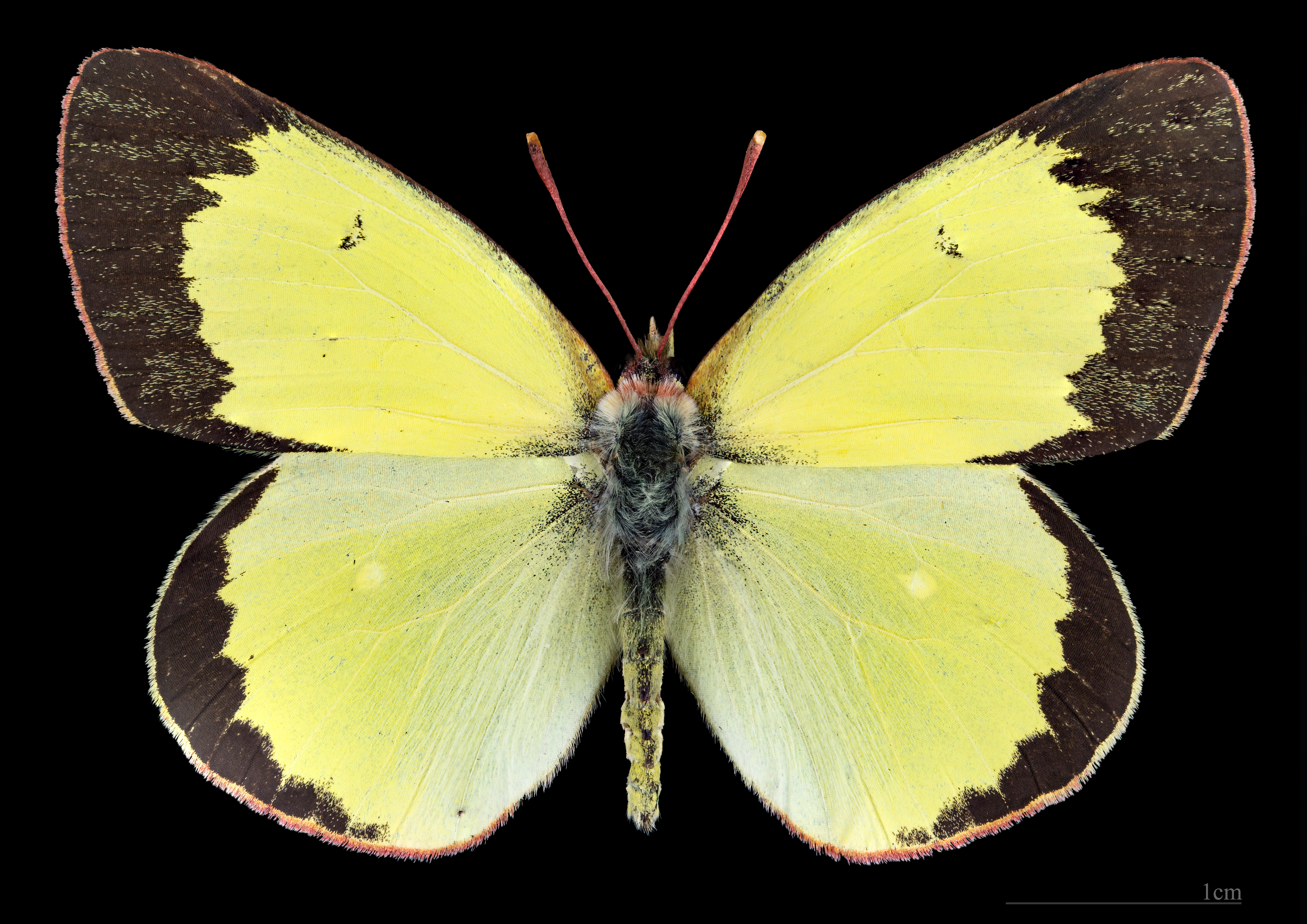
ミヤマモンキチョウ

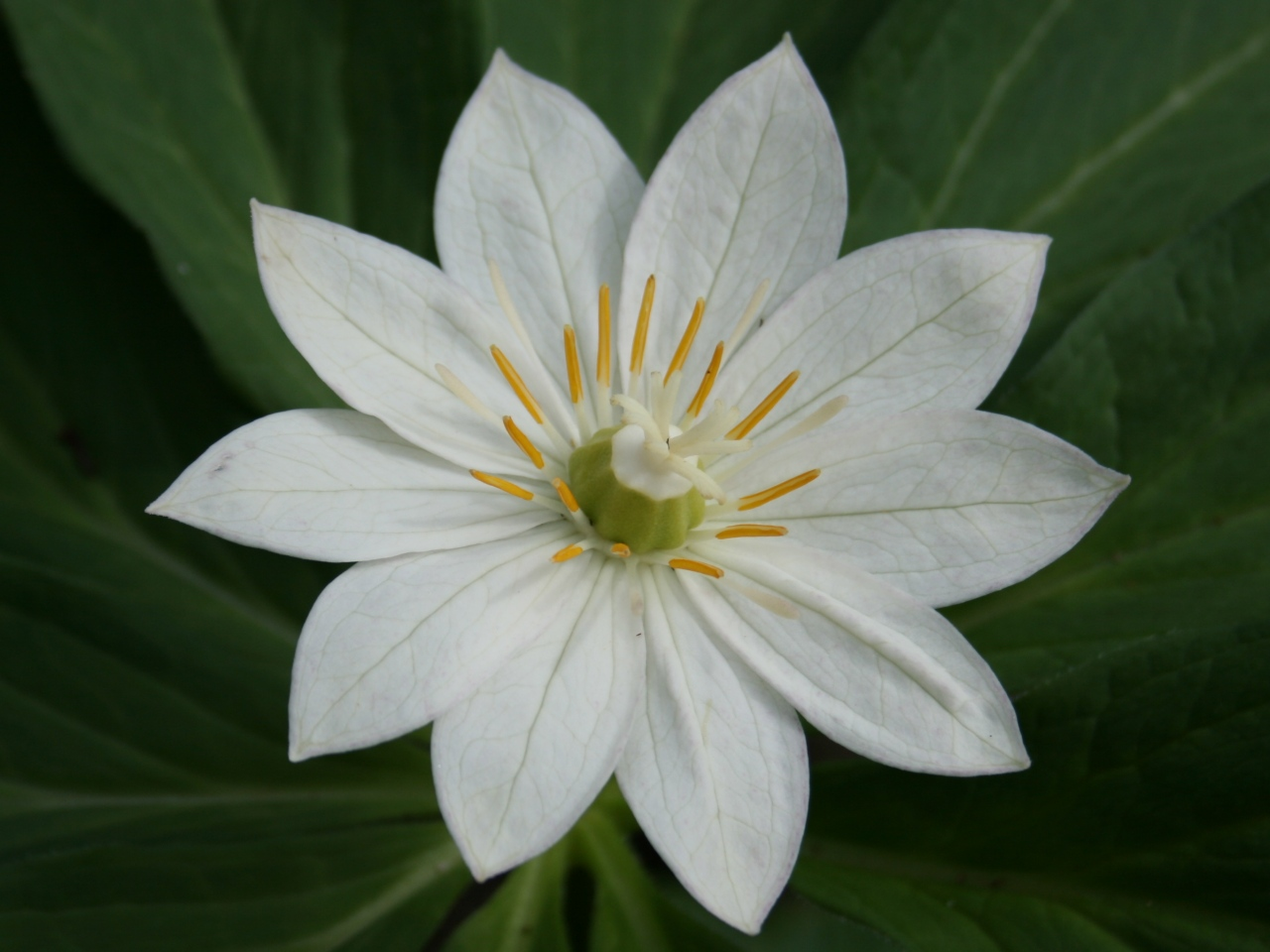
キヌガサソウ

1640年代（正保）の絵図に蝶ヶ岳の山名の表記があった。
5月下旬から6月上旬頃に、蝶ヶ岳山直下南側の稜線付近に白い羽根のチョウの雪形が現れる。安曇野（安曇野市豊科付近）から見えるこの雪形を農耕の目安としていた。山名の由来はこの雪形に由来している。また5月下旬頃に、蝶ヶ岳の三角点の付近の稜線付近に「黒い蝶」の雪形が見られる。山岳写真家の田淵行男は『山の紋章・雪形』で、この白い蝶をミヤマモンキチョウに例えた。

## 登山
- 1826年（文政9年）- 修行僧の播隆が中田又重郎を案内人として登頂したのが、記録上の初登頂とされている[6]。
- 1933年（昭和8年）10月 - 冠松次郎が登頂し山頂付近の鳥居と槍ヶ岳の写真を撮影した。
- 1958年（昭和33年） - 中村義親が蝶ヶ岳ヒュッテが山頂直下で開業した[9]。
- 1966年（昭和41年） - 山頂鳥居は取り壊された。
- 1969年（昭和44年） - 中村義親らが3年がかりで、三股からの蝶ヶ岳新道を開設[10]。

### 登山ルート
各方面からの登山道が整備されていて、東側の三股からの蝶ヶ岳新道が、最短ルートである。山の上部の登山道周辺では、オオサクラソウ、クルマユリ、キヌガサソウ、シナノキンバイ、チングルマなどの高山植物が見られる。山頂付近の稜線や常念岳の北側の常念乗越付近などでは、ミヤマモンキチョウ、ベニヒカゲなどの高山蝶が飛び交っている 。
常念山脈縦走路
- 常念山脈の主稜線（唐沢岳 - 燕岳 - 常念岳 - 蝶ヶ岳 - 大滝山 - 霞沢岳）を縦走する登山道がある。

上高地側
- 上高地 - 徳沢 - 長塀山 - 妖精ノ池 - 蝶ヶ岳
- 徳沢 - 横尾 - 常念山脈合流点 - 蝶ヶ岳ヒュッテ - 蝶ヶ岳

安曇野側
- 三股 - まめうち平 - 大滝山分岐 - 蝶ヶ岳　（蝶ヶ岳新道）
- 三郷スカイラインの展望台 - 鍋冠山 - 常念山脈合流点（大滝山の北） - 蝶ヶ岳

### 周辺の山小屋
山頂直下に北側には、山小屋の蝶ヶ岳ヒュッテとそのキャンプ指定地があり、周辺の登山ルート上に複数の山小屋がある。

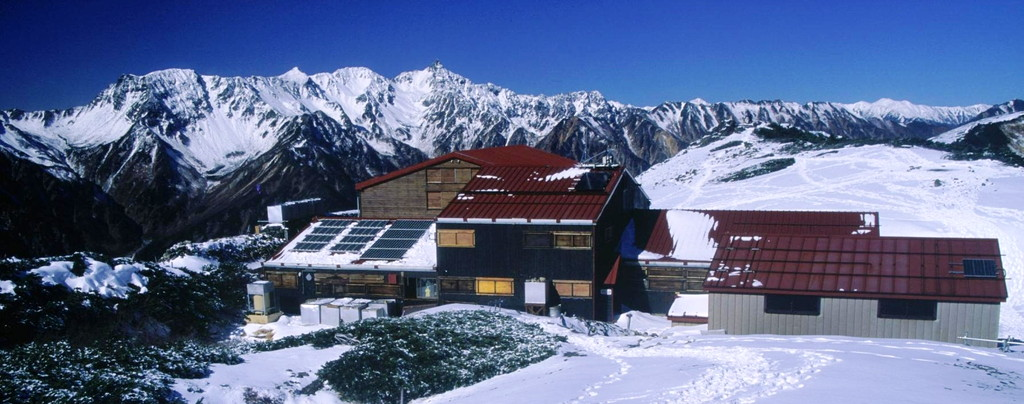
蝶ヶ岳ヒュッテと槍ヶ岳

| 画像 | 名称           | 所在地                    | 収容人数 | キャンプ 指定地 | 備考         |
| ---- | -------------- | ------------------------- | -------- | --------------- | ------------ |
|      | 常念小屋       | 常念乗越                  | 300人    | テント 40張     |              |
|      | 蝶ヶ岳ヒュッテ | 蝶ヶ岳山頂直下の北        | 300人    | テント 30張     |              |
|      | 大滝山荘       | 大滝山北峰と 南峰との鞍部 | 50人     | テント 10張     |              |
|      | 横尾山荘       | 上高地奥の横尾            | 300人    | テント 150張    | 入浴施設あり |
|      | 徳沢ロッジ     | 上高地徳沢                | 100人    |                 | 入浴施設あり |
|      | 徳沢園         | 上高地徳沢                | 100人    | テント 200張    | 入浴施設あり |

## 地理

### 周辺の山
飛騨山脈南部の常念山脈のほぼ中央部にある。蝶ヶ岳の三角点北側の小ピークの岩峰は蝶槍と呼ばれている。西側に梓川を挟んで遮るものがなく、穂高岳と槍ヶ岳の山並みを眺める絶好の展望台となっている。また山頂付近からは、安曇野、浅間山、富士山、南アルプスなどを望むことができる。

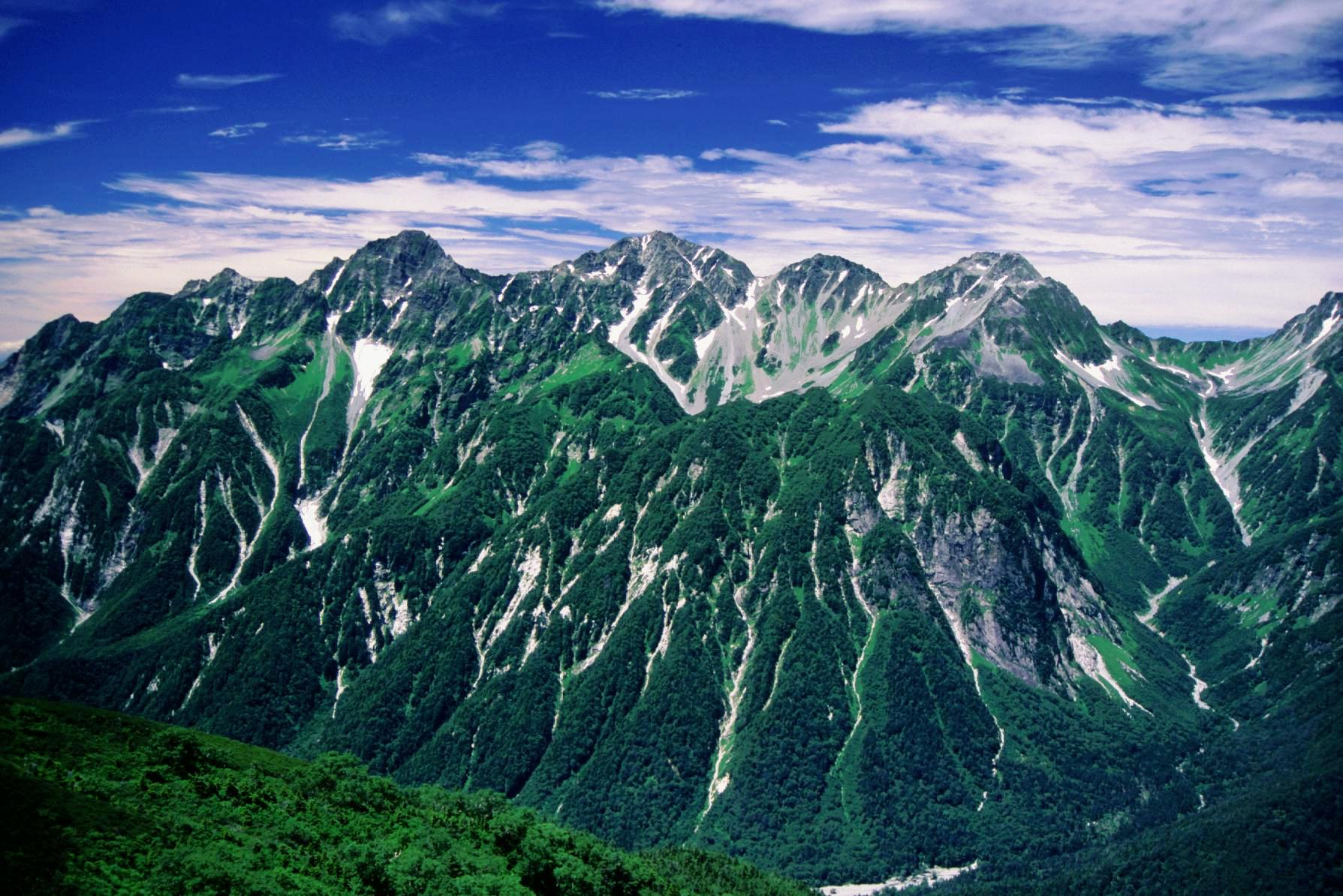
蝶ヶ岳から望む穂高岳

| 山容 | 名称     | 標高 （m） | 三角点 等級 | 蝶ヶ岳との 距離（km） | 備考                                                   |
| ---- | -------- | ---------- | ----------- | --------------------- | ------------------------------------------------------ |
|      | 槍ヶ岳   | 3,180      |             | 9.3                   | 日本百名山                                             |
|      | 大天井岳 | 2,921.91   | 三等        | 8.9                   | 常念山脈の最高峰 日本二百名山                          |
|      | 常念岳   | 2,857      |             | 4.2                   | 日本百名山、常念小屋 2,661.78m（一等三角点・前常念岳） |
|      | 蝶槍     | 約2,660    |             | 1.5                   | 小さな岩峰 西側に巻道                                  |
|      | 蝶ヶ岳   | 2,677      |             | 0                     | 蝶ヶ岳ヒュッテ 2,664.32m（三等三角点）                 |
|      | 大滝山   | 2,616      |             | 2.2                   | 大滝小屋 2,614.49m（三等三角点・南峰）                 |
|      | 鍋冠山   | 2,194.16   | 三等        | 5.3                   | 鍋冠林道                                               |
|      | 奥穂高岳 | 3,190      |             | 7.0                   | 飛騨山脈の最高峰 日本百名山                            |

### 源流の河川
以下の源流となる河川は信濃川水系で日本海へ流れる。
- 本沢（犀川の支流、その源流部に蝶沢がある。）
- 徳沢などの梓川の支流